# Ceratina hurdi
Ceratina hurdi là một loài Hymenoptera trong họ Apidae. Loài này được Daly mô tả khoa học năm 1973.